# Blowing Me Kisses
Blowing Me Kisses è il secondo singolo del rapper statunitense Soulja Boy, estratto dal suo terzo album in studio, The DeAndre Way. Il singolo, è uscito il 31 agosto 2010. La base musicale è prodotta da Bei Maejor.

## Videoclip
Il video, diretto da Gil Green e rilasciato il 1 ottobre 2010, è stato girato nel sud della California e ricorda l'amore infantile e innocente di Soulja Boy con una ragazza, dall'infanzia fino all'età adulta, alla quale promette di portarla in giro per il mondo.

## Classifiche
| Classifica (2010)                      | Posizione più alta |
| -------------------------------------- | ------------------ |
| U.S. Hot R&B/Hip-Hop Songs (Billboard) | 12                 |
| U.S. Hot 100 (Billboard)               | 55                 |